# Rete tranviaria di Reims
La rete tranviaria di Reims è la rete tranviaria che serve la città francese di Reims. È composta da due linee.

## Rete
La rete si compone di due linee, che hanno in comune la maggior parte del percorso, escluse le estremità meridionali. La linea B raggiunge la stazione di Champagne del TGV, nel comune limitrofo di Bezannes.
- A Reims Neufchâtel - Reims Hôpital Debré
- B Reims Neufchâtel - Bezannes Gare Champagne TGV